# Flevolands volkslied
Het Flevolands volkslied (Waar wij steden doen verrijzen...) is geschreven door Mak Zeiler, de melodie is van Riemer van der Meulen. De overwinning op het water staat centraal in het volkslied, evenals op de vlag van Flevoland. Net zoals bij het Wilhelmus wordt niet de hele tekst gezongen, het is gebruikelijker om slechts het eerste couplet te zingen, waarvan de laatste twee regels één keer worden herhaald.
Het lied is niet heel erg bekend en wordt nauwelijks gezongen. Wel is het gebruikelijk voor Provinciale Staten van Flevoland om het lied bij bijzondere gebeurtenissen te zingen, bijvoorbeeld tijdens de installatie of het afscheid van Statenleden.

## Tekst
Melodie (fragment): 

I

Waar wij steden doen verrijzen

op de bodem van de zee,

onder Hollands wolkenhemel

tellen wij als twaalfde mee.

Een provincie die er wezen mag,

jongste stukje Nederland.

Waar het fijn is om te wonen, (bis)

mijn geliefde Flevoland! (bis)

II

Land gemaakt door mensenhanden,

vol vertrouwen en met kracht.

Waar de zee werd teruggedrongen

die zoveel verschrikking bracht.

Een provincie die er wezen mag,

jongste stukje Nederland.

Waar het fijn is om te werken, (bis)

mijn geliefde Flevoland! (bis)

III

De natuur laat zich hier gelden

dieren kiezen nest of hol.

En de wijde vergezichten

stemmen ons zo vreugdevol.

Een provincie die er wezen mag,

jongste stukje Nederland.

Waar het fijn is om te leven, (bis)

mijn geliefde Flevoland! (bis)